# 樣似郡
樣似郡（日语：／ Samani gun */?）為日本北海道日高振興局的郡，位於日高振興局東部。
郡名來自阿伊努語的「saman-i」（橫躺的河川）。

## 轄區
轄區包含1町：
- 樣似町

## 沿革

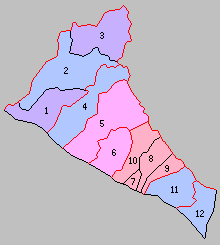
北海道一・二級町村制施行時样似郡下辖町村（11.样似村）

- 1869年8月15日：北海道設置11國86郡，日高國樣似郡成立。
- 1897年11月：北海道實施支廳制，樣似郡隸屬浦河支廳之管轄，此時樣似郡下轄樣似村、鵜苫村、冬島村、幌滿村、岡田村、二七村、誓內村、平鵜村。[2]（8村）
- 1906年4月1日：樣似村、鵜苫村、冬島村、幌滿村、岡田村、二七村、誓內村、平鵜村合併為樣似村 ，並成為北海道二級村。（1村）
- 1932年：浦河支厅改名為日高支廳。
- 1943年6月1日：北海道一級二級町村制廢止，樣似村改為內務省指定村。
- 1946年10月5日：指定町村制廢止。
- 1952年4月1日：樣似村改制為樣似町。（1町）